# Giovanni Dioguardi
Giovanni Ignazio Dioguardi, anche noto con il soprannome di Johnny Dio (New York, 28 aprile 1914 – Lewisburg, 12 gennaio 1979), è stato un mafioso statunitense.
Fu un membro e capo mafioso della famiglia Lucchese.

## Infanzia e famiglia
Giovanni Dioguardi, di origini italiane, nacque presumibilmente il 28 aprile del 1914 (la data rimane tuttora in dubbio) nel quartiere di East Harlem, a Manhattan, lo stesso quartiere dove nacque la criminale famiglia Lucchese, la sua futura banda criminale di cui entrò a far parte conosciuto il capo Anthony Corallo. Quando entrò nella cricca criminale italo-americana, fu quasi subito promosso a capo della banda con l'incarico di guidare un gruppo criminale. Aveva tre fratelli, Tommaso Dioguardi (29 ottobre 1915 - gennaio 1985), Frank Dioguardi (12 marzo 1900 - 15 dicembre 1988), Vincent Dio (15 agosto 1917 - 28 settembre 1992) e una sorella. Più tardi, anche Tommaso diventò un capo nella famiglia Lucchese, ma fu arrestato per rapina a mano armata e fu condannato a venticinque anni. Dioguardi, prima di diventare un criminale, si iscrisse al Liceo di Stuyvesant ma lo lasciò dopo un anno. Lui e i fratelli si trasferirono, subito dopo, presso Forsyth Street, a Little Italy. Divenne un malfattore a quindici anni. Dioguardi ha avuto due figli, Luke Dioguardi (che diventò socio della famiglia Colombo) e Dominick Dioguardi (il quale si suppone che diventò detective urbano). Phillip si specializzò in vari crimini come estorsione, truffa, gioco d'azzardo truccati, ecc. Luke morì per cause naturali nel 2004. Si dice abbia collaborato con Egghico e L.

## Eredità familiari
Lo zio materno di Dioguardi, James Plumeri, fu membro della famiglia Lucchese come vice-boss sotto Tommaso Gagliano; oltre ai fratelli di Dioguardi, fece parte della cricca anche il cugino Tommaso Plumeri. Dioguardi nella sua vita di criminale commise diversi reati, tra i quali anche due omicidi su due dipendenti dello zio Plumeri, Lepke Buchalter e Jacob Shapiro. Dioguardi lavorò quasi esclusivamente per Paul Dorfman, dopodiché passò il suo ruolo a Frank Livorsi, genero di Angelo Meli (socio di vari malfattori come: Jimmy Burke, Donald Frankos, Paul Vario ed Henry Hill).

## Battaglia con la legge
Per via dei suoi numerosi reati, Dioguardi ebbe innumerevoli problemi legali. L'avvocato Thomas Dewey considerò Dioguardi come uno dei criminali più pericolosi di New York, ancor prima di raggiungere i ventun'anni di età. Nel 1937, Dioguardi fu condannato a cinque anni di prigione presso il carcere di Sing Sing a Ossining, New York per assalto ed estorsione. Nel 1944, Dioguardi fu accusato di vendita illegale di alcool. Nel novembre 1957, Dioguardi fu condannato a due anni di prigione per estorsione nei confronti di alcuni proprietari di negozi di cancelleria.

## Aumento del potere
All'età di quarant'anni, Dioguardi divenne capo della famiglia mafiosa. Noto come "lavoratore feroce", guadagnò molto denaro fino alla fine degli anni sessanta, investendolo in diverse attività, come fabbriche di abbigliamento e esercizi commerciali. L'abilità di Dioguardi nel riciclaggio di denaro fu notata dalle famiglie governate da altri boss mafiosi. Il capo degli Autotrasportatori, Jimmy Hoffa, contattò Dioguardi per la costituzione di sette compagnie di autotrasporti.

## L'incidente della Merkel Meat Company
Il 14 novembre 1964 Dioguardi prese parte in una conversazione telefonica con Norman LoKietz, presidente della Merkel Meat Company. La conversazione, che venne registrata dalla polizia, rivelò quello che Dioguardi e la sua cricca criminale stavano preparando per la vendita al dettaglio della carne. Dioguardi e i suoi soci non solo stavano facendo grandi profitti, ma stavano soprattutto mettendo in pericolo la salute pubblica.
Più tardi, quando Dioguardi stava lasciando il Senato statunitense dopo essere stato interrogato, diede un pugno a un fotografo della stampa. Nel 1967, la legge condannò Dioguardi a cinque anni di prigione; gli fu inoltre assegnata una multa di 10.000 dollari. Alcune inchieste giudiziarie promossero la decisione di lasciare Dioguardi in prigione a tempo indeterminato e nel 1979 Dioguardi morì proprio nella prigione di Lewisburg (Pennsylvania), lo stesso anno in cui fu deciso di scarcerarlo.

## Influenza culturale
- Agli inizi della sua carriera musicale il cantante hard rock e metal Ronnie James Dio scelse come suo pseudonimo "Ronnie Dio", dicendo che non venne usato in modo religioso, ma traendo ispirazione dal soprannome di Dioguardi, "Johnny Dio"[1].
- Viene citato anche nel film Quei bravi ragazzi, in cui è quello che arrostisce la carne in galera con Paulie e Henry.